# Палм-Ков
Палм-Ков (англ. Palm Cove) — прибрежный пригород Кэрнса в регионе Кэрнс, Квинсленд, Австралия. В 27 километров к северу от города Кэрнс. Назван в честь пальм на пляже.

## География
Арлингтонский риф — самый близкий участок Большого Барьерного рифа к Палм-Ков, расположенный примерно в 30 км от берега. Риф защищает прибрежные воды от волн Кораллового моря, создавая относительно спокойные воды между рифом и пляжем. К западу от Палм-Ков находится Национальный парк Макалистер Рэйндж, который является частью Влажных тропиков Квинсленда.
Поскольку Палм-Ков находится в тропическом климате, средняя температура летом составляет от 24 до 33 градусов по Цельсию; средняя температура зимой составляет от 14 до 26 градусов по Цельсию.
Город Бьюкен находится в районе Палм-Ков, но использование этого имени города уже давно не практикуется.

## История
Незадолго до Первой мировой войны в 1918 году земля, которая сегодня является Палм-Ков, была куплена Альбертом Вейверсом у архидиакона Кэмпбелла. Архидиакон был известен как священник в церкви Кэрнса, который экспериментировал с доставкой различных сельскохозяйственных культур в регион Кэрнса. Вейверс сыграл значимую роль в развитии города, так как построил первую дорогу в Палм Ков. Создание дороги привело к значительному росту стоимости недвижимости в Палм Ков, что привело к росту благосостояния общества. Вскоре после Второй мировой войны, когда Палм Ков использовался в качестве учебной базы для австралийских солдат, число людей, направляющихся в Палм Ков, значительно увеличилось. Открытие Ramada Reef Resort в 1986 году ознаменовало первую международную сеть отелей, которая расположилась в Палм Ков, и с тех пор город продолжает расти в национальном и международном признании.
При переписи 2006 года население Палм Ков составляло 1215 человек.

## Благоустройство

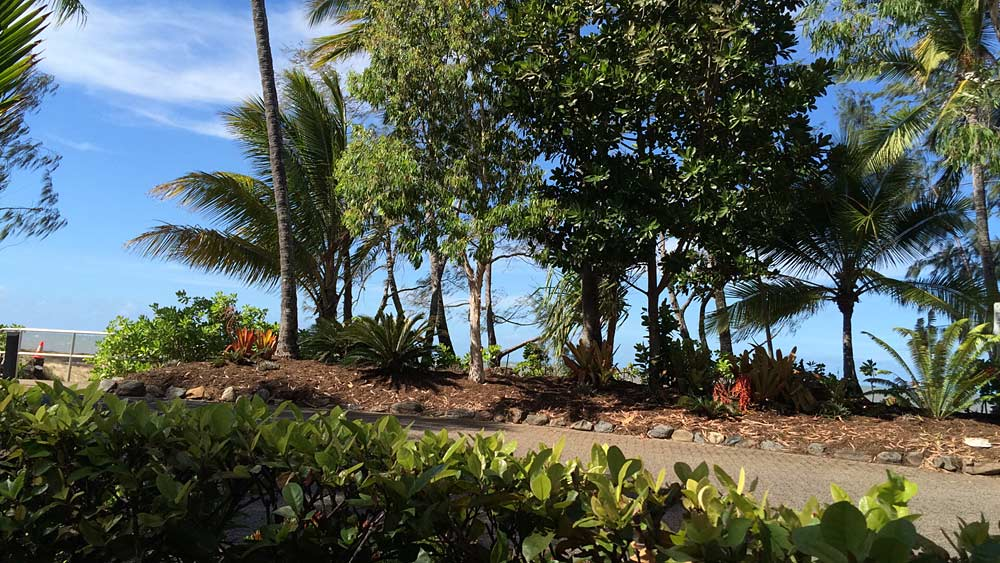

Ближайший аэропорт к Палм Ков — международный аэропорт Кэрнс. Единственный способ прямого пути в Палм Ков — по шоссе Капитана Кука, которое простирается от Кэрнса на юге до Моссмана на севере. В Палм Ков нет школ, и дети обычно ходят в государственные или частные школы в пригороде Кеварра-Бич, Тринити-Бич и Смитфилд. Ближайший торговый центр находится в Клифтон Бич.

## Туризм
Основной индустрией для города является туризм. Палм Ков также является туристическим направлением благодаря своей близости к Большому Барьерному рифу и тропическому лесу Дейнтри. Палм Ков является местом расположения многих всемирно известных курортов и отелей, таких как Drift Resort, Alamanda, Mantra Amphora Resort, Peppers Beach Club и Reef House.
Нетронутые пляжи и дорожки между пальмами используются бегунами, пешеходами и велосипедистами. Плавательные вольеры с спасательными сетями обеспечивают безопасный доступ к морю круглый год. Причал Пальмовой бухты — одно из самых популярных мест рыбалки, где рыбаки регулярно ловят рыбу, например, скумбриевых, giant trevally и акул.